# غاز موند
غاز موند
غاز موند (بالإنجليزية: Mond gas)‏ غاز هو ماء لغاز الفحم(أو غاز الاستصباح) الذي تم استخدامه لإنتاج الامونيا ووقود الغاز. وغاز موند سمي بهذا الاسم على اسم المخترع لودفيغ موند. ولغاز موند نسبة عالية من الهيدروجين أول أكسيد الكربون القطران الأمونيا المتطايرة وقيمة التدفئة 800 حتي 1500 كيلو كالوري / نيوتن / متر مكعب.